# Retábulo de Santos-o-Novo
O Retábulo de Santos-o-Novo é um políptico de seis pinturas a óleo sobre madeira de carvalho de cerca de 1539-1541 do artista português do Renascimento Gregório Lopes (1490-1550), obra proveniente da Igreja do Convento de Santos-o-Novo, em Lisboa, e que está actualmente no Museu Nacional de Arte Antiga de Lisboa.
Embora não se conheçam documentos que atestem quem executou a obra, a historiografia da arte portuguesa tem geralmente atribuído a autoria deste Políptico a Gregório Lopes com argumentos estilísticos, constatando a sua grande proximidade não só artística como também cronológica com as obras documentadas deste pintor para a Charola do Convento de Cristo de Tomar.:82
Os seis painéis que compõem o Políptico de Santos-o-Novo, que estiveram com certeza emolduradas numa grande armação de talha dourada de que não restam vestígios nem indicações,:6 são a Anunciação, a Adoração dos Pastores, a Adoração dos Reis Magos, estes do ciclo da Natividade de Jesus, e Cristo no Horto, Enterro de Cristo e Ressurreição de Cristo, imagens da sua Paixão e Ressurreição.
Existe uma grande unidade de concepção e de realização dos seis painéis do Políptico, salientando-se a intensidade e harmonia do colorido, a beleza de figuras, edifícios e pormenores e uma impressionante mestria no tratamento dos planos recuados. O contraste entre a figuração dos primeiros planos, sujeita à exigência de quem encomendou a obra, e as composições de qualidade que enobrecem os planos recuados, facilitando a compreensão da cena, aparece especialmente realçado no conjunto de pinturas, ocorrendo também com este Políptico a dúvida se teria sido realizado por um único artista ou, como é mais plausível, por vários parceiros especializados no tratamento de certos assuntos ou detalhes.:6

## Descrição
Apresenta-se a seguir a descrição dos seis painéis do Retábulo de Santos-o-Novo seguindo uma lógica narrativa.

### Anunciação

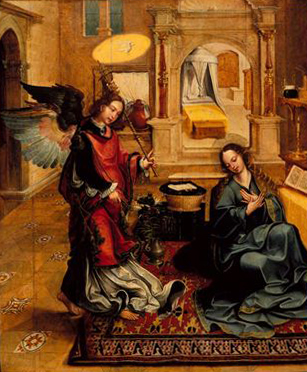
Anunciação (c. 1539-41, 135,5 cm x 113,5 cm), de Gregório Lopes, painel que fazia parte do Retábulo de Santos-o-Novo proveniente do Mosteiro de Santos-o-Novo e actualmente no MNAA.

Trata-se de um dos seis painéis do Retábulo de Santos-o-Novo tendo de altura 135,5 cm e 113,5 cm de largura e representa o episódio bíblico da Anunciação.
Tendo vestido um amplo manto azul, Maria, de modo respeitoso e ao mesmo tempo feliz, parece virar-se na direção do arcanjo Gabriel que tem a sobrevoá-lo a pomba aureolada como símbolo do Espírito Santo e segura na mão esquerda um bastão de prata. A cena decorre numa sala ampla que tem ligação a um quarto fortemente iluminado onde se vê uma cama com dossel.
Maria tem a seu lado uma mesa coberta com pano claro sobre a qual está aberto um livro de orações em que se pode ver um pormenor curioso que consiste na substituição da tradicional iluminura por uma gravura em que, dentro de uma mandorla, está representado um homem a rezar perante um altar onde aparece um anjo, ou Deus Pai, pois numa faixa surge por duas vezes a palavra "Dominus" ("Senhor").
À arquitectura de inspiração italiana da antecâmara, sobretudo visível no portal de ligação, acresce um toque oriental dado pelo enorme tapete sobre o chão que está também revestido por azulejos sevilhanos. Os objectos dispersos pelas prateleiras e nichos, seja um castiçal, frascos de unguentos e uma bilha de barro, assim como o cesto de costura colocado numa arca de fechos góticos, imprimem à cena um ambiente de intimidade e conforto.
Para João Couto, se as configurações arquitectónicas e os objectos de uso caseiro enobrecem e animam a composição, são a doçura dos rostos e o movimento das duas personagens, o misticismo que emana da cena, o formoso colorido, o contraste entre as dobras do manto da Virgem Maria e o agitado movimento das vestes do Anjo que despertam a atenção e a admiração do observador.:7

### Adoração dos Pastores

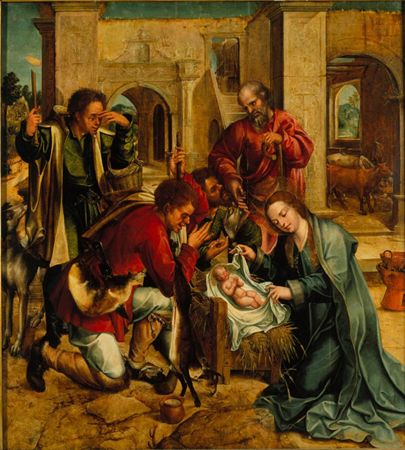
Adoração dos Pastores (c. 1539-41), do Gregório Lopes, proveniente da Igreja do Convento de Santos-o-Novo, actualmente no MNAA.

Trata-se de um dos seis painéis do Retábulo de Santos-o-Novo, tendo de altura 135 cm e 121 cm de largura e representa o episódio bíblico da Adoração dos Pastores.
Deitado num berço de madeira coberto com palhinhas, o Menino Jesus encontra-se rodeado por Maria, São José e por dois pastores ajoelhados que prestam homenagem trazendo de oferta um deles um cabrito com os patas atadas e o outro uma perdiz. Há um terceiro pastor que está de pé com um cão a seu lado segurando no braço esquerdo um cesto com pães e levantando com a mão direita uma flauta, pormenor curioso, o que pode prefigurar Jesus como um novo Orfeu.
A cena tem em fundo um edifício em ruínas, próximo dos modelos arquitectónicos do século XV da Toscânia, onde no lados direito existe o estábulo com o boi e o burro referidos nos Evangelhos Apócrifos, enquanto do lado esquerdo, no céu, está o sinal que anuncia aos pastores o nascimento do Messias.
Para João Couto, o fundo desta pintura é um nobre edifício do Renascimento, com arcadas para ligação a compartimentos interiores e uma escadaria para o piso superior. A cena magnificamente composta transmite um sentimento de simplicidade, rusticidade e enorme devoção.:8

### Adoração dos Reis Magos

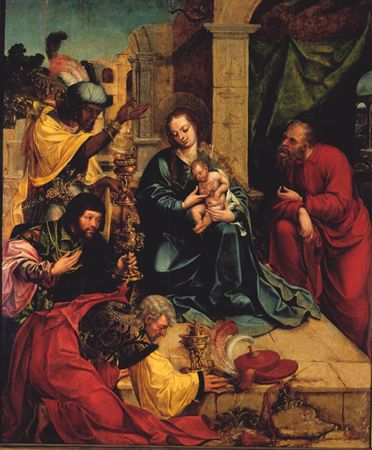
Adoração dos Reis Magos (c. 1539-41), de Gregório Lopes, proveniente do Convento de Santos-o-Novo e actualmente no MNAA.

Trata-se de um dos seis painéis do Retábulo de Santos-o-Novo tendo de altura 135,5 cm e 122 cm de largura e representa o episódio bíblico da Adoração dos Reis Magos.
A Virgem Maria segurando o Menino Jesus sentado sobre uma sua perna figuram no centro da cena estando ladeados à direita por São José e, à esquerda, pelos três Reis Magos. Estes dispõem-se em planos sucessivos e oferecem prendas em sinal de homenagem. O lado direito do quadro é em grande medida ocupado por São José que tem atrás de si uma cortina entreaberta para além da qual existe uma arcada que se abre sobre uma paisagem verde ao fundo e, do lado esquerdo, a céu aberto vê-se a aproximação de um cortejo.
À semelhança do painel da Adoração dos Pastores, também neste a cena ocorre enquadrada por um espaço arquitectónico renascentista em ruínas.
Para João Couto, tal como na pintura anterior, são duas as cenas representadas, vendo-se ao longe a procissão dos Reis Magos na sua marcha para o Presépio, e também nesta figuram em primeiro plano seis personagens, devendo notar-se a sabedoria com que a composição está realizada.:8

### Cristo no Horto

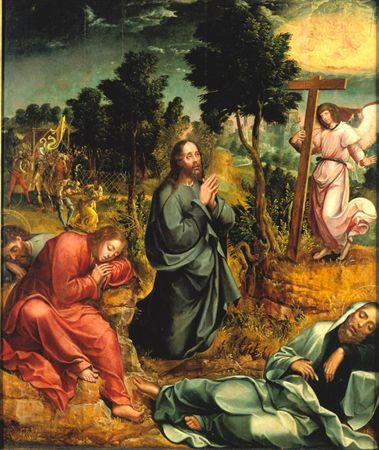
Cristo no Horto (c. 1539-41, 134 x 111 cm), de Gregório Lopes, proveniente do Convento de Santos-o-Novo, actualmente no MNAA.

Trata-se de um dos seis painéis do Retábulo de Santos-o-Novo tendo de altura 134 cm e 111 cm de largura e representa o episódio bíblico da Cristo no Horto.
Cristo está no centro da cena tendo vestida uma túnica escura que contrasta com a claridade com origem no anjo que lhe mostra a visão da Cruz do Martírio e do clarão que personifica a figura de Deus Pai. Em primeiro plano, mas lateralmente, encontram-se os três apóstolos adormecidos, enquanto que ao fundo, à esquerda, está representado um grupo de soldados com as suas armas e pendões e que alumiados por lanternas atravessam a vedação do jardim guiados por Judas, este vestido com a usual, para os pintores da época, cor amarela da traição, que os conduz a Jesus. Do lado direito, parcialmente encoberta pela árvore mas alta e pelo anjo estão as muralhas e partes altas da cidade de Jerusalém.
Segundo João Couto, duas formosas cenas enobrecem esta pintura cuja atmosfera pressagia a tragédia. A extraordinária capacidade de dramatismo dos autores é bem evidente nesta obra, através do contraste entre a serenidade dos personagens em primeiro plano e a agitação das cenas nos planos recuados, o contraste enre a atmosfera sombria num dos lados e a claridade no lado oposto, dando um ritmo crescente à tragédia que se aproxima.:8:9

### Enterro de Cristo

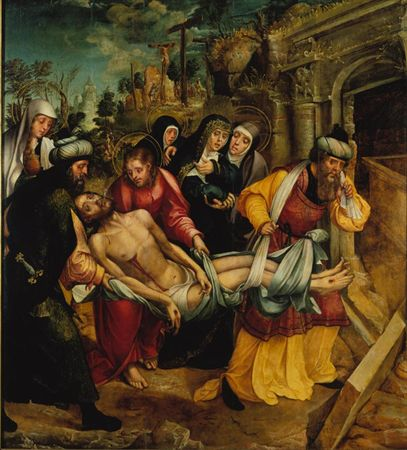
Enterro de Cristo (c. 1539-41, 135 cm x 121,5 cm), de Gregório Lopes, proveniente do Convento de Santos-o-Novo e actualmente no MNAA.

Trata-se de um dos seis painéis do Retábulo de Santos-o-Novo tendo de altura 135 cm e 121,5 cm de largura e representa o episódio bíblico do Enterro de Cristo.
O corpo morto de Cristo em primeiro plano é transportado por Nicodemos, José de Arimateia e São João, os quais são acompanhados pela Virgem Maria e pelas Três Marias. Do lado direito, enquadrada por um pórtico renascentista, está representada a sepultura de mármore escavada na rocha.
A cena do Calvário está representada como um "quadro dentro do quadro", ao fundo do lado direito, onde se pode observar o monte com as cruzes da Crucificação e, ainda mais afastada, a cidade de Jerusalém.
De acordo com João Couto, a sepultura aberta na rocha está enquadrada por um pórtico lavrado no estilo renascentista, vendo-se em plano recuado, na mesma atmosfera tenebrosa do quadro anterior, a cena da crucificação, sobre a qual se desenha a movimentada e bela cena do Enterro de Cristo.:9

### Ressurreição de Cristo

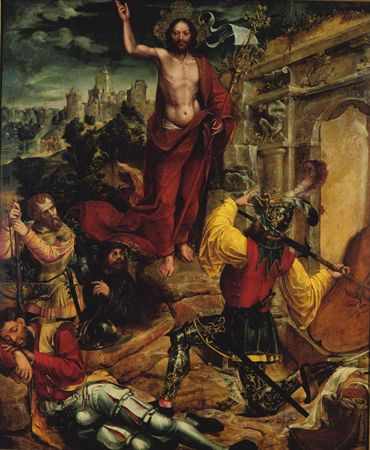
Ressurreição de Cristo (c. 1539-41, 135 cm x 121 cm), de Gregório Lopes, proveniente do Convento de Santos-o-Novo e actualmente no MNAA.

Trata-se de um dos seis painéis do Retábulo de Santos-o-Novo tendo de altura 135 cm e 121 cm de largura e representa o episódio bíblico da Ressurreição de Cristo.
Ao centro, coberto parcialmente por um manto vermelho, Cristo ressuscita perante a surpresa dos soldados que guardam a sepultura. Estes, em especial o que se encontra de costas para o observador, ostentam trajes e armas ricamente ornamentados.
O cenário é similar ao do episódio anterior, estando compreensivelmente figurado o mesmo pórtico renascentista sobre a sepultura e, em fundo, a cidade de Jerusalém. Interessante pormenor é o do canto inferior direito da composição do cesto de vime com as vitualhas de uma refeição.
Ainda para João Couto, a atmosfera já não está tão carregada e as torres imponentes de Jerusalém ao fundo estão iluminadas. Cristo ressuscita perante o olhar atónito dos guardas que ostentam ricos trajes e armas. Chama atenção no plano recuado para o movimento de um grupo de gente bem como para a beleza do tufo de vegetação.:10

## Apreciação
Para o historiador de arte João Couto, a excelência da composição de todas as pinturas, a variedade na execução dos asuntos tratados nos vários planos de cada painel, a beleza dos corpos, da indumentária, dos edifícios, das paisagens, dos inúmeros pormenores decorativos, nos quais se incluem verdadeiras «naturezas mortas» que só mais tarde começaram a serem individualizadas, e além de tudo a execução com um leque de vigorosas e brilhantes tonalidades, colocam este Políptico num patamar elevado de qualidade.:10
Prossegue João Couto, quanto à autoria do conjunto, lastimando a ausência de fidedignas atribuições das obras magníficas dos séculos XV e XVI existentes em Portugal, e que pelo facto conhecido de a maioria dessas pinturas terem sido executadas em parceria dificulta imenso o problema da atribuição, numa época em que a obra de arte feita em louvor do Sagrado era despida do orgulho pessoal dos seus autores. Escolhido o tema, assinado o detalhado contrato entre quem encomendava a obra e o mestre pintor, este decerto concebia o plano e realizava os esquissos das várias pinturas, mas a seguir o trabalho passava a ser oficinal com intervenção de parceiros do mesmo nível ou artífices da sua oficina. E refere dois pormenores que, não obstante, não esclarecem definitivamente o(s) autor(es) das obras. Um dos detalhes é uma espécie de rubrica no painel da Anunciação no arco que separa a sala da cena principal do quarto de dormir que se vê ao fundo, e outro pormenor é uma joaninha que aparece na pedra da sepultura do painel da Ressurreição. Será este pequeno insecto a marca do autor da obra?:11
Reynaldo dos Santos colocou em evidência traços comuns entre o Políptico de Santos-o-Novo e as pinturas de Gregório Lopes em Tomar como os maneirismos do desenho, a riqueza da cor, e a qualidade dos fundos, nos quais se revela, melhor do que no tema principal, a personalidade do artista, exemplificando com as ruínas romanas da Ressurreição e o grupo conduzido por Judas em Cristo no Horto.:84

## História
Tendo o Político de Santos-o-Novo tido origem no Mosteiro das Comendadeiras da Ordem de Santiago, segundo Luís Reis Santos, a sua criação deve ter resultado numa encomenda do Grão Mestre da Ordem de Santiago, Jorge de Lencastre que usava o Mosteiro como pousada quando passava por Lisboa e onde sua mãe, Ana de Mendonça, ingressara como comendadeira.:82
Por outro lado, Gregório Lopes tinha sido agraciado por Jorge de Lencastre como cavaleiro de Santiago em 1520, uma singular distinção para um pintor, e para quem o pintor já antes havia trabalhado, estando posicionado como o artista mais institucional e qualificado para o cumprimento de uma empreitada desta dimensão e brilho. Conclui Reis Lopes que se não há documentos que provem a autoria do Políptico também não há outro pintor conhecido além de Gregório Lopes que o possa ter executado.:82
De acordo com nota escrita por José de Figueiredo, os seis quadros que formam o Retábulo de Santos-o-Novo, estavam no coro de baixo da igreja do respectivo mosteiro no ano de 1911, data da entrada do conjunto no Museu das Janelas Verdes:
"Em 22 do corrente (Agosto de 1911) esteve o Director do Museu no Recolhimento de Santos-o-Novo a receber vários objectos ali existentes, em virtude do despacho do Ex.mo Ministro da Justiça. Esses objectos, entregues ao Director na presença de dois vogais da Comissão Jurisdicional das Extintas Congregações, são: 6 quadros de madeira do século XVI da escola de Lisboa, representando respectivamente a Anunciação, Natividade, Adoração dos Reis Magos, Cristo no Horto, Enterro de Cristo e Ressurreição de Cristo e estavam no coro de baixo da referida Igreja;..." :13
Acerca da criação do Convento de Santos-o-Novo, escreveu Júlio de Castilho em A Ribeira de Lisboa: "Determinou El-Rei D. João II melhorar às religiosas a sua habitação e construiu para elas, na paragem chamada Santa Maria do Paraíso, entre o Mosteiro de Santa Clara e o da Madre de Deus, uma casa nova, quase à beira do Tejo, em sítio alto e sadio, com boas vistas de campo e mar; e conta Garcia de Resende que se fez a mudança, do mosteiro afonsino de Santos-o-Velho a 5 de Setembro de 1490,..." 
Do edifício mandado construir por D. João II quase nada resta, a não ser um portal de mármore, tendo sido substituido por um enorme edifício no tempo de Filipe I, para recolhimento de senhoras, tendo o Retábulo ali permanecido até que foi para o MNAA sem ter passado pela arrecadação de S. Francisco da Cidade como aconteceu a muitas pinturas antigas portuguesas que estavam em conventos. O Retábulo esteve na arrecadação do Museu até que foi restaurado e exposto ao público pela primeira vez na Exposição de 1940.:5